# Pass Christian
Pass Christian és una població dels Estats Units a l'estat de Mississipi. Segons el cens del 2000 tenia 6.579 habitants.

## Demografia
Segons el cens del 2000, Pass Christian tenia 6.579 habitants, 2.687 habitatges, i 1.797 famílies. La densitat de població era de 301,7 habitants per km².
Dels 2.687 habitatges en un 27,3% hi vivien nens de menys de 18 anys, en un 46,6% hi vivien parelles casades, en un 16% dones solteres, i en un 33,1% no eren unitats familiars. En el 27,4% dels habitatges hi vivien persones soles l'11,3% de les quals corresponia a persones de 65 anys o més que vivien soles. El nombre mitjà de persones vivint en cada habitatge era de 2,38 i el nombre mitjà de persones que vivien en cada família era de 2,88.
Per edats la població es repartia de la següent manera: un 23,4% tenia menys de 18 anys, un 6,9% entre 18 i 24, un 25,3% entre 25 i 44, un 25,2% de 45 a 60 i un 19,1% 65 anys o més.
L'edat mediana era de 41 anys. Per cada 100 dones de 18 o més anys hi havia 84,6 homes.
La renda mediana per habitatge era de 40.743 $ i la renda mediana per família de 46.232 $. Els homes tenien una renda mediana de 35.352 $ mentre que les dones 22.195 $. La renda per capita de la població era de 26.008 $. Entorn del 8,2% de les famílies i el 10,8% de la població estaven per davall del llindar de pobresa.

## Poblacions més properes
El següent diagrama mostra les poblacions més properes.